# گذرگاه آرتور
گذرگاه آرتور در جنوب آلپ و جزایر جنوبی نیوزلند و در پارک ملی به همین نام واقع شده است و به افتخار آرتور دودلی دابسون نام گذاری شده است.

گالری تصاویر
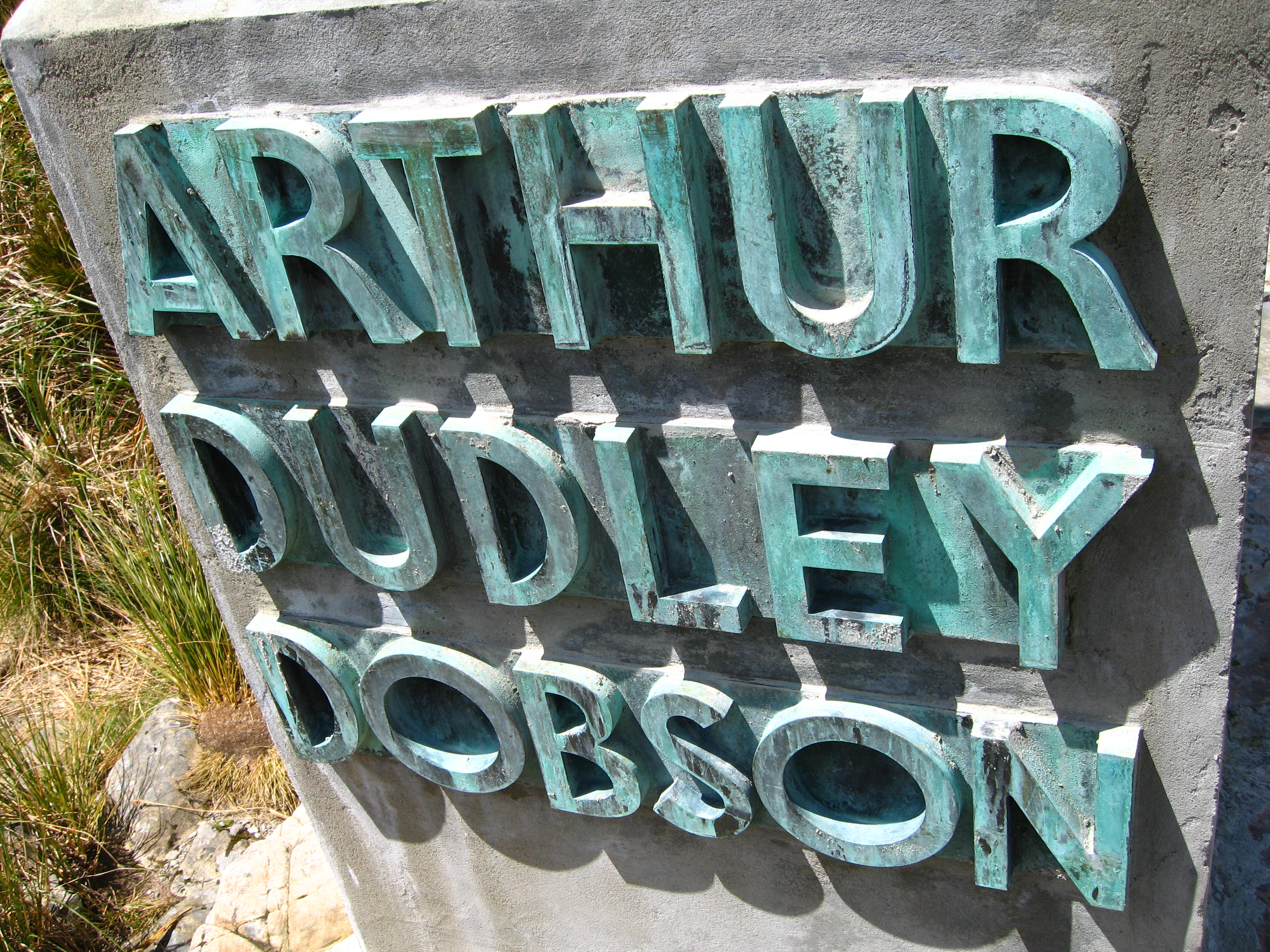
Memorial at the mountain pass
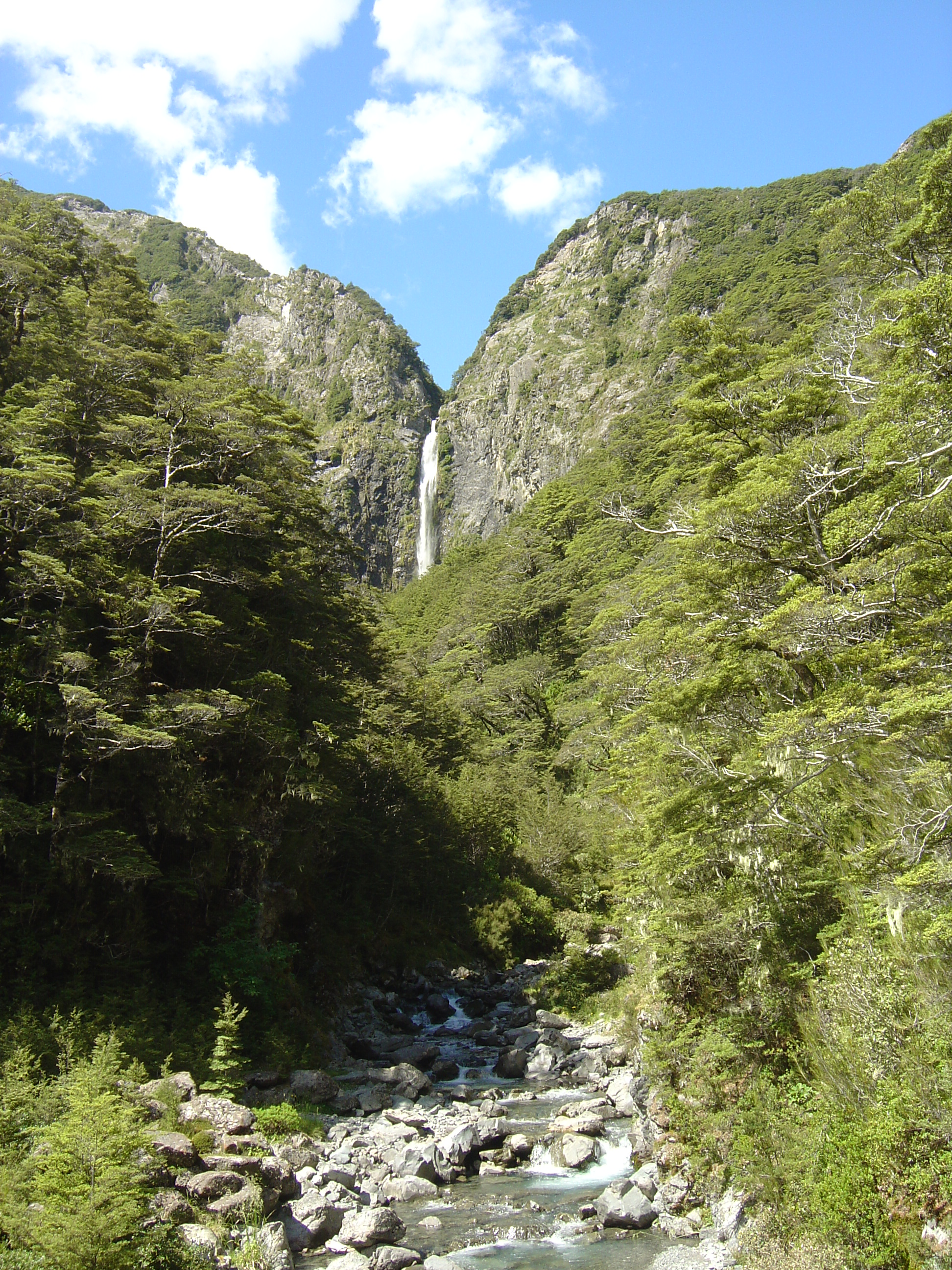
Devil's Punchbowl Fall
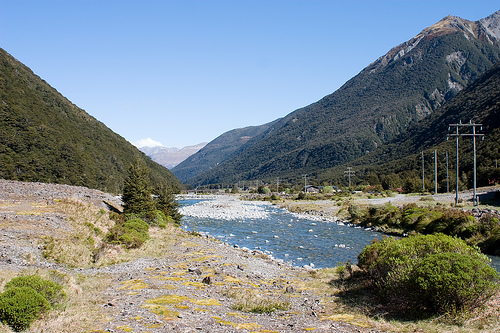
Bealey River at Arthur's Pass
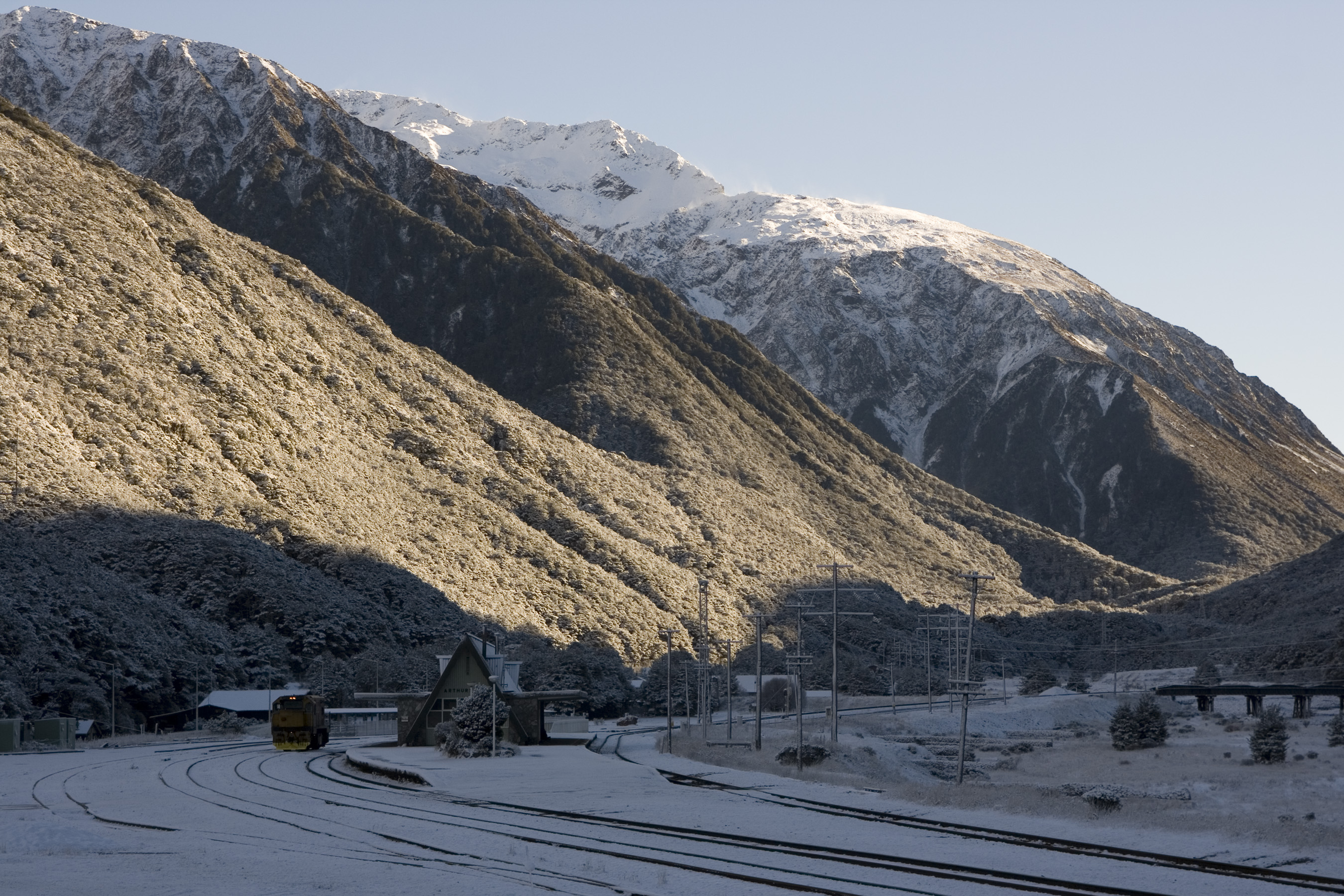
Arthur's Pass train station
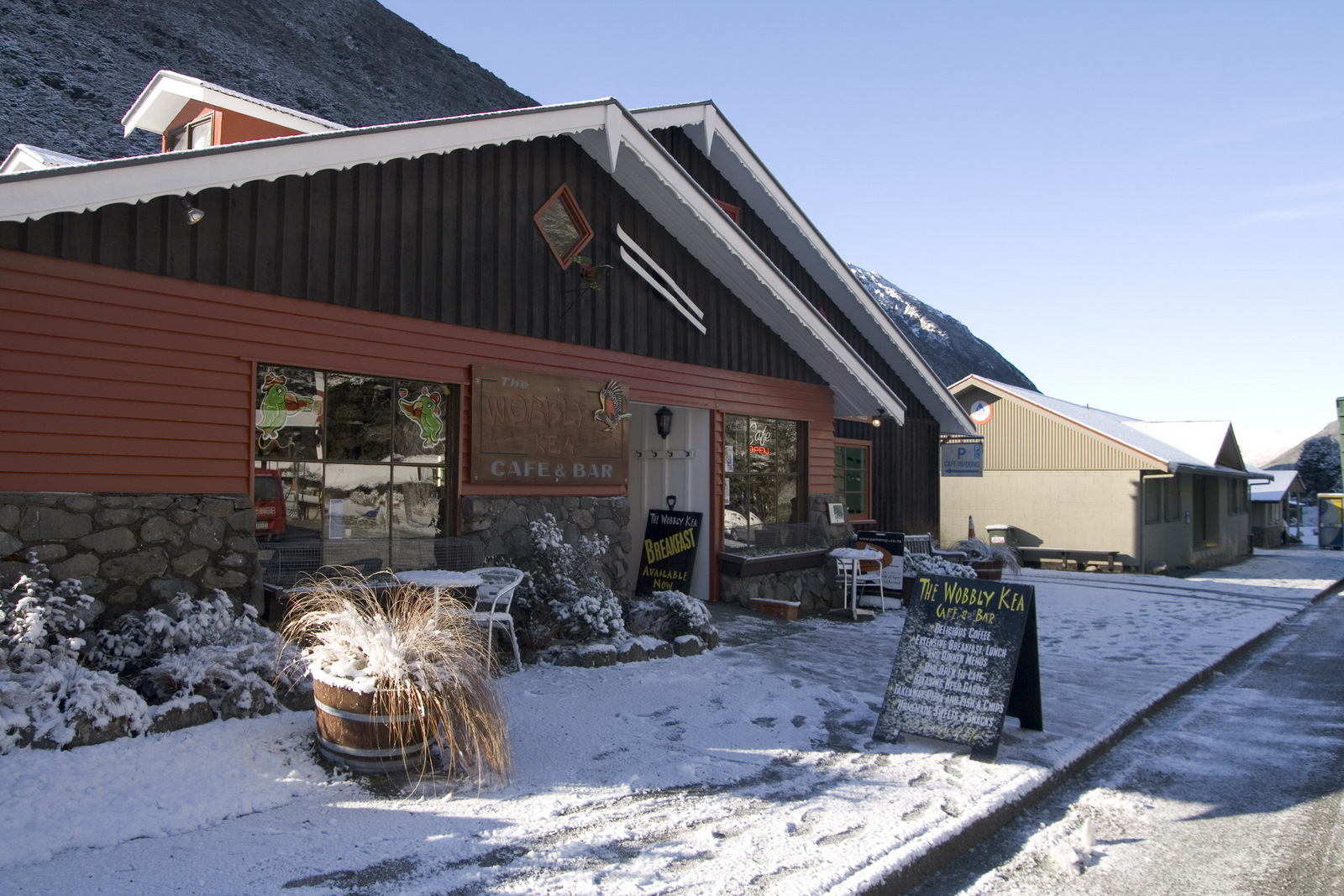
Wobbly Kea Cafe